# Mizraim
Mizraim (hebrejsko מִצְרַיִם‬ / מִצְרָיִם‬, sodobno hebrejsko Micrájim, tibersko Miṣrājim/Miṣrájim, arabsko مصر, Miṣr) je hebrejsko in aramejsko ime Egipta. Z dvojinsko pripono –āyim je morda pomenilo »dva Egipta«, se pravi Gornji in Spodnji Egipt.
Izraz Mizraim se je tudi v novobabilonskih besedilih nanašal na Egipt. Ime je napisano na primer na slavnih babilonskih Ištarinih vratih. V ugaritskih besedilih se Egipt imenuje Mṣrm, v Amarnskih pismih Misri, v asirskih dokumentih pa Mu-ṣur. V arabskem svetu se Egipt imenuje Miṣr (v egipčanski pogovorni arabščini se izgovarja Maṣr). Uradno ime Egipta je Gumhuriyyat Miṣr al-‘Arabīyyah  (Arabska republika Egipt). 
Po Genezi 10:6 je imel Hamov sin  Mizraim (Micrájim) starejšega  brata Kuša in mlajša  brata Puta in Kanaana, katerih družine so tvorile hamitsko vejo Noetovih potomcev. Mizraimovi sinovi so bili Ludim, Anamim, Lehabim, Naftuhim, Patrusim in Kasluhim, od katerih so izšli Filistejci, in Kaftorim.
Po Evzbijevi Kroniki je Maneton domneval, da se je veliko obdobje antike, s katerim so se kasneje ponašali Egipčani, zgodilo pred veliko poplavo in da so Egipčani potomci Mizraima, ki so znova naselili opustošeno ozemlje. Podobne zgodbe pripovedujejo srednjeveški islamski zgodovinarji, med njimi Sibt ibn al-Jawzi, Egipčan Ibn 'Abd al-Hakam in Perzijca  al-Tabari in Muhammad Khwandamir, ki pravijo, da so piramide in drugo  zgradila pregrešna ljudstva  pred potopom in da so ozemlje po potopu znova  poselili potomci Noetovega sina Mizraima (Masarja ali Mesrja).  V islamskih zapisih je bil Masar sin Hamovega sina Bansarja  ali Beisarja, se pravi Hamov vnuk in ne njegov sin in je živel 700 let. Nekateri znanstveniki domnevajo, da je Mizraim najverjetneje dvojinska oblika besede Misr, ki pomeni dežela.  Zgodnji faraoni iz Teb,  kasnejši ustanovitelji Srednjega  egipčanskega kraljestva, so izraz Misr dobesedno prevedli v egipčanščino kot  Ta-Wy, kar pomeni Dve deželi.
Jurij Sinkel, ki verjetno povzema Manetona, v svoji Sotisovo knjigi Mizraima istoveti z legendarnim prvim egipčanskim faraonom Menesom in pravi, da je združil Staro kraljestvo in zgradil Memfis. 
Zgleda, da Mizraim ustreza  tudi Misorju, feničanskemu mitološkemu očetu Taatusa, kateremu je bil dan Egipt. 
V judaizmu je Mitzrajim povezan z besedo meicar (מיצר), ki pomeni  morska ožina in morda namiguje na ozki morji na obeh straneh Sinajskega polotoka. Izraz lahko pomeni tudi meje, omejitve in prepovedi ali tesen prostor.

## Vir
- Joshua William Brooks (1841):  The history of the Hebrew nation: from its origin to the present time, R.B. Seeley and W. Burnside.